# Ершовка (Аткарский район)
Ершовка — деревня в Аткарском районе Саратовской области России. Административный центр Ершовского муниципального образования.

## История
В «Списке населённых мест Саратовской губернии по данным 1859 года» населённый пункт упомянут как владельческая деревня Ершовка  Аткарского уезда (1-го стана) при реке Большой Колышлей, расположенная в 28 километрах от уездного города Аткарска. В деревне имелось 18 дворов и проживало 158 жителей (82 мужчины и 76 женщин).
Согласно «Списку населённых мест Аткарского уезда» издания 1914 года (по сведениям за 1911 год) в деревне Ершовка (Муммовка), относившейся к Варыпаевской волости, имелось 43 хозяйства и проживало 215 человек (105 мужчин и 110 женщин). В национальном составе населения преобладали великороссы.

## География
Деревня находится в восточной части района, в пределах Приволжской возвышенности, на левом берегу реки Большой Колышлей, на расстоянии примерно 12 километров (по прямой) к востоку-юго-востоку (ESE) от города Аткарск. Абсолютная высота — 169 метров над уровнем моря.

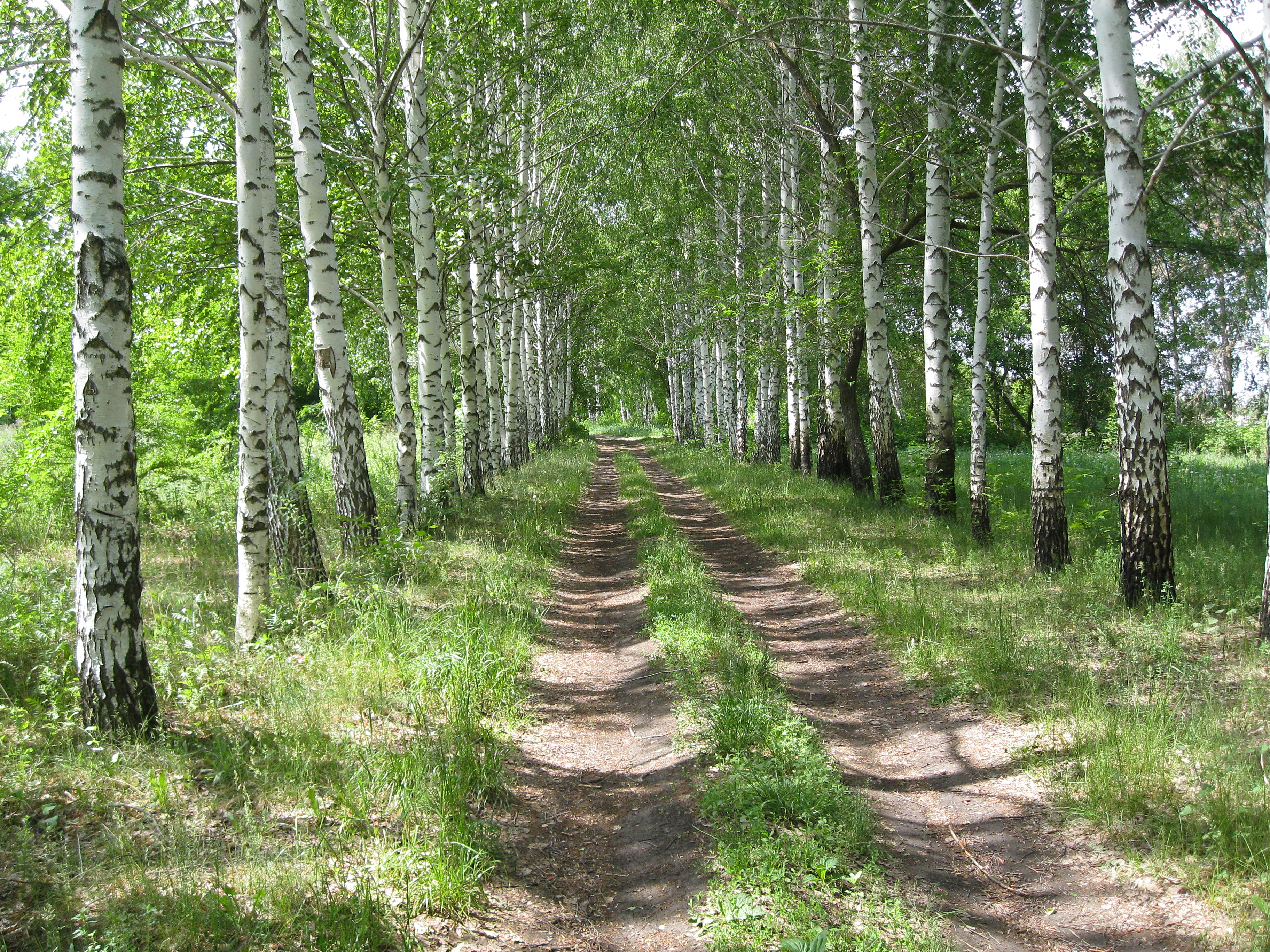
Ершовка, Аткарский район

Часовой пояс
Деревня Ершовка, как и вся Саратовская область, находится в часовой зоне МСК+1. Смещение применяемого времени относительно UTC составляет +4:00.

## Население
| 2002 | 2010 |
| ---- | ---- |
| 746  | ↘736 |

Гендерный состав
По данным Всероссийской переписи населения 2010 года в гендерной структуре населения мужчины составляли 47,1 %, женщины — соответственно 52,9 %.
Национальный состав
Согласно результатам переписи 2002 года, в национальной структуре населения русские составляли 83 % из 746 чел.

## Инфраструктура
В деревне функционируют основная общеобразовательная школа, детский сад, общая врачебная практика, дом культуры и отделение Почты России. 

## Улицы
Уличная сеть деревни состоит из семи улиц, трёх переулков и одного тупика.